# Gauß-Expedition/Mannschaftsliste
Die Liste enthält alle Teilnehmer der ersten deutschen Antarktisexpedition 1901/03 sowie die Besatzung der gleichzeitig betrieben Station auf den Kerguelen. Soweit nicht anders angegeben, waren die Teilnehmer deutscher Nationalität. Sechs Besatzungsmitglieder des Expeditionsschiffes Gauß wurden Ende November 1901 in Kapstadt wegen mangelnder Leistung oder auf eigenen Wunsch entlassen, deren Namen sind im Expeditionsbericht nicht genannt. Die hierfür gefundenen Ersatzleute sind mit der Bemerkung „ab Kapstadt“ aufgelistet.
| Name                                    | Aufgabe                                         | Bemerkungen |                             |                             |                             |                             |
| Wissenschaftliches Personal             | Wissenschaftliches Personal                     | Wissenschaftliches Personal | Wissenschaftliches Personal | Wissenschaftliches Personal | Wissenschaftliches Personal | Wissenschaftliches Personal |
| --------------------------------------- | ----------------------------------------------- | --- | --------------------------- | --------------------------- | --------------------------- | --------------------------- |
| Erich von Drygalski (1865–1949)         | Expeditionsleiter und Geograph                  | Leiter der Grönland-Expedition der Gesellschaft für Erdkunde zu Berlin (1891–1893) |                             |                             |                             |                             |
| Ernst Vanhöffen (1858–1918)             | Zoologe, stellvertretender Expeditionsleiter    | Teilnehmer der Grönland-Expedition der Gesellschaft für Erdkunde zu Berlin (1891–1893) und der Valdivia-Expedition 1898/99 |                             |                             |                             |                             |
| Hans Gazert (1870–1961)                 | Expeditionsarzt und Bakteriologe                | erfahrener Alpinist (Erstbesteigung der Zugspitze vom Eibsee über das Bayerische Schneekar am 29. Juni 1895 und des Öfelekopf-Westgipfels im Wettersteingebirge im Jahre 1895); führte während der Expedition auch glaziologische und meteorologische Studien durch |                             |                             |                             |                             |
| Emil Philippi (1871–1910)               | Geologe und Chemiker                            | bearbeitete die Sediment-Proben der Valdivia-Expedition |                             |                             |                             |                             |
| Friedrich Bidlingmaier (1875–1914)      | Geophysiker und Meteorologe                     | Observator an der erdmagnetischen Station der Sternwarte München, erarbeitete ein Programm für meteorologische und geomagnetische Beobachtungen, nach dem die gleichzeitig stattfindenden Antarktisexpeditionen Schottlands (William Speirs Bruce), Schwedens (Otto Nordenskjöld), Argentiniens (Horacio Ballvé) und die British National Antarctic Expedition (Robert Falcon Scott) vergleichbare Daten sammeln konnten |                             |                             |                             |                             |
| Besatzung der Station auf den Kerguelen |                                                 | |                             |                             |                             |                             |
| Emil Werth (1869–1958)                  | Stationsleiter und Botaniker                    | ausgedehnte Forschungsreisen in Ostafrika 1896–1898 |                             |                             |                             |                             |
| Josef Enzensperger (1873–1903)          | Meteorologe und Alpinist                        | zahlreichen Erstbesteigungen in den Alpen: z. B. 1892 der Öfelekopf (Wettersteingebirge) und 1894 die Kleine Halt im Kaisergebirge; während der Expedition an Beriberi verstorben |                             |                             |                             |                             |
| Karl Luyken (1874–1947)                 | Geophysiker                                     | ab 1900 Mitarbeiter des Königlich Meteorologischen und Erdmagnetischen Observatoriums in Potsdam |                             |                             |                             |                             |
| Josef Urbansky (* 1877)                 | Matrose                                         | von der kaiserl. Marine (Seebataillon) beurlaubt |                             |                             |                             |                             |
| Georg Wienke (* 1876)                   | Koch                                            | wurde vor der Abreise am Museum für Naturkunde (Berlin) auch als zoologischer Assistent ausgebildet |                             |                             |                             |                             |
| Besatzung der Gauß                      |                                                 | |                             |                             |                             |                             |
| Hans Ruser (1862–1930)                  | Kapitän                                         | |                             |                             |                             |                             |
| Albert Stehr                            | Obermaschinist                                  | |                             |                             |                             |                             |
| Wilhelm Lerche                          | I. Offizier                                     | |                             |                             |                             |                             |
| Richard Vahsel (1868–1912)              | II. Offizier                                    | bei der Zweiten Deutschen Antarktisexpedition Kapitän des Forschungsschiffs Deutschland, während dieser Expedition verstorben |                             |                             |                             |                             |
| Ludwig Ott                              | II. Offizier                                    | |                             |                             |                             |                             |
| Josef Müller (Müller I)                 | I. Bootsmann                                    | |                             |                             |                             |                             |
| Hans Dahler                             | II. Bootsmann                                   | ab Kapstadt |                             |                             |                             |                             |
| August Reimers                          | I. Zimmermann                                   | |                             |                             |                             |                             |
| Willy Heinrich                          | II. Zimmermann und Taucher                      | |                             |                             |                             |                             |
| Georg Noack (* 1877)                    | Matrose und zoologischer Assistent (Präparator) | wurde am Museum für Naturkunde in Berlin als zoologischer Assistent ausgebildet und nahm in gleicher Funktion an der Zweiten Deutschen Antarktisexpedition unter Wilhelm Filchner teil |                             |                             |                             |                             |
| Max Fisch                               | Matrose                                         | von der kaiserl. Marine zur Expedition beurlaubt |                             |                             |                             |                             |
| Karl Klück (* 1869)                     | Matrose                                         | auf der Heimreise ab Kapstadt Schiffskoch, nahm auch an der Zweiten Deutschen Antarktisexpedition 1911/12 teil |                             |                             |                             |                             |
| Albert Possin                           | Matrose                                         | ab Kapstadt |                             |                             |                             |                             |
| Paul Björvig (1857–1932)                | Eislotse                                        | Norweger, nahm 1898 an einer Nordpolexpedition nach Franz-Joseph-Land teil, 1910 Mitglied einer deutschen Expedition nach Spitzbergen unter Ferdinand von Zeppelin, 1911/12 Teilnehmer der Zweiten Deutschen Antarktisexpedition |                             |                             |                             |                             |
| Daniel Johannsen                        | Matrose                                         | Norweger |                             |                             |                             |                             |
| Wilhelm Lysell                          | Matrose                                         | Schwede, ab Kapstadt |                             |                             |                             |                             |
| Lenart Reuterskjöld                     | Matrose                                         | Schwede, ab Kapstadt |                             |                             |                             |                             |
| Curt Stjernblad                         | Matrose                                         | Schwede, ab Kapstadt |                             |                             |                             |                             |
| Paul Heinacker                          | Maschinenassistent                              | |                             |                             |                             |                             |
| Reinhold Marek                          | Maschinenassistent und Schmied                  | |                             |                             |                             |                             |
| Emil Berglöf                            | Heizer und Klempner                             | ab Kapstadt |                             |                             |                             |                             |
| Leonhard Müller (Müller II)             | Heizer                                          | |                             |                             |                             |                             |
| Gustav Bähr                             | Heizer                                          | |                             |                             |                             |                             |
| Karl Franz                              | Heizer                                          | |                             |                             |                             |                             |
| Reinhold Michael                        | Heizer                                          | ab Kapstadt |                             |                             |                             |                             |
| Wilhelm Schwarz                         | Schiffskoch                                     | ab Kapstadt, schied auf der Rückreise auch in Kapstadt aus |                             |                             |                             |                             |
| August Besenbrok (* 1882)               | Steward                                         | nahm auch an der Zweiten Deutschen Antarktisexpedition 1911/12 teil |                             |                             |                             |                             |